# Myrmarachne simplexella
Myrmarachne simplexella är en spindelart som beskrevs av Roewer 1951. Myrmarachne simplexella ingår i släktet Myrmarachne och familjen hoppspindlar. Inga underarter finns listade i Catalogue of Life.